# 7 días en La Habana
7 días en La Habana es una película franco-española de género costumbrista del 2012. Se compone por siete cortometrajes que narran y plasman la vida de distintos personajes en La Habana, cada uno correspondiente con un día de la semana y un director: Benicio del Toro, Pablo Trapero, Julio Medem, Elia Suleiman, Gaspar Noé, Juan Carlos Tabío y Laurent Cantet. Las historias tienen argumentos distintos con puntos en común. Las localizaciones que contribuyen a crear un nexo de unión son lugares emblemáticos de La Habana, como el Hotel Nacional o el Malecón, que se convertirán en el escenario común para algunos de los cortometrajes.

## Sinopsis
En siete días, siete directores plasman la vida de diversos personajes en La Habana. Consiguen alejarse de los tópicos turísticos para llegar al corazón de la realidad de Cuba, donde se observa la mentalidad de los isleños y su esperanza en el progreso. Algunos de los cortometrajes comparten personajes siguiendo el mismo hilo de la historia, basado en la vida cotidiana de cada uno de ellos, sus costumbres y sus preocupaciones.

### Lunes:El Yuma
Dirigido por Benicio del Toro y protagonizado por Josh Hutcherson y Vladimir Cruz, presenta a Teddy Atkins, un actor estadounidense invitado a un festival de cine en La Habana. Su chófer, un ingeniero y taxista, le da un tour por la ciudad nada convencional.

### Martes:Jam Session
Dirigido por Pablo Trapero y protagonizado por Emir Kusturica como una versión de sí mismo, un director de cine alcohólico en crisis que será homenajeado en el festival de cine nacional.

### Miércoles:La tentación de Cecilia
Dirigido por Julio Medem y protagonizado por Daniel Brühl y Melvis Estévez, presenta a una joven cantante que recibe una oportunidad única por parte de un empresario español. El director se inspiró en la novela cubana de Cirilo Villaverde, Cecilia Valdés o La loma del ángel, un libro muy representativo en la cultura cubana.

### Jueves:Diary of a beginner
Elia Suleiman, el director palestino,dirige y protagoniza este cortometraje que presenta su viaje a La Habana para entrevistar al jefe de Estado Fidel Castro. Mientras espera a ser recibido, deambula por la ciudad y observa a las personas que la habitan, reflejando una melancolía tragicómica y el concepto de soledad.

### Viernes:Ritual
Dirigido por Gaspar Noé, y protagonizado por Cristela de la Caridad Herrera, Othello Rensoli y Mónica Guardado, presenta la historia de una chica que, en una fiesta, se relaciona con otra joven. Su familia, de mentalidad cerrada, la hace pasar por un ritual afrocubano en medio de la jungla para “liberar” al cuerpo de la homosexualidad.

### Sábado:Dulce amargo
Juan Carlos Tabío dirige el penúltimo cortometraje, protagonizado por Mirta Ibarra, Jorge Perugorría y Beatriz Dorta Calis. Se enfoca en el día de Mirta, madre de Cecilia, quien hace dulces por encargo para enfrentarse a la mala situación económica por la que está pasando su familia. 

### Domingo:La fuente
El último corto fue dirigido por Laurent Cantet y está protagonizado por Nathalia Amore, Andrés Vidal y María Martínez González. Se enfoca en la señora Martha, quien tiene un sueño en la que su virgen de Oshun le pide que le haga una fuente en el salón de su casa, por lo que moviliza a todos sus vecinos para lograrlo y dar una fiesta ese mismo día por la noche. 

## Reparto
| Actor            | Personaje       |
| ---------------- | --------------- |
| Josh Hutcherson  | Teddy Atkins    |
| Vladimir Cruz    | Angelito        |
| Daisy Granados   | Tía de Angelito |
| Emir Kusturica   | El mismo        |
| Daniel Brühl     | Leonardo        |
| Melvis Estévez   | Cecilia         |
| Elia Suleiman    | El mismo        |
| Othello Renzoli  | Babalao         |
| Melissa Rivera   | Linda           |
| Mirta Ibarra     | Ella misma      |
| Jorge Perugorria | Tata            |

## Cortometrajes
| Director          | Cortometraje            |
| ----------------- | ----------------------- |
| Benicio del Toro  | El Yuma                 |
| Pablo Trapero     | Jam Session             |
| Julio Medem       | La tentación de Cecilia |
| Elia Suleiman     | Diary of a beginner     |
| Gaspar Noé        | Ritual                  |
| Juan Carlos Tabío | Dulce amargo            |
| Laurent Cantet    | La fuente               |

## Premios y nominaciones
2012: Festival de Cannes: Sección oficial a concurso (sección "Un Certain Regard").